# Ajdar-tó
Az Ajdar-tó, Aydar-kul (üzbég nyelven: Aydar Ko'li, cirill betűkkel: Айдар кўли; Haydar ko'li, Ҳайдар кўли) a mesterséges Ajdar–Arnasaj-tórendszer része, melynek kiterjedése 4000 négyzetkilométer. A tórendszer az Ajdar-tó, az Arnasaj-tó és Tuzkan-tó sós vizét foglalja magába, amelyek a Kizil-kum sivatag délkeleti sós medencéiben találhatók (jelenleg Üzbegisztánban és Kazahsztánban).

## A tórendszer keletkezése
A hatvanas években a Szir-darja szabályozásával egyidejűleg épült meg a sardarai vízerőmű, melynek az áramtermelés mellett fontos árvízvédelmi és folyószabályozási feladatot szántak.
1969 februárja és 1970 februárja között a Szir-darja áradása miatt az árvízvédelmi funkció beindításával az Arnasaj-síkságra engedték a folyó éves vízmennyíségének 60%-át, mintegy 21 km³-t. Ily módon egy új mesterséges tórendszert létrehozva az Arnasaj-síkság természetes medencéiben, amely a közép- ázsiai régió második legnagyobb tavát eredményezte. A vízerőmű azóta is folyamatosan táplálja a tórendszert.
2005-ben az Ajdar-tó 44,3 km³ vizet tartalmazott. Ma az Ajdar-tó területe 3000 km². Közel 250 km hosszú és legfeljebb 15 km széles. Az Ajdar-tó vízének ásványtartalma (mineralizációja) csak 2 gramm literenként (2000 ppm).

## Élővilág
Sokféle hal (ponty (Cyprinus carpio), fogassüllő (Stizostedion lucioperca), dévérkeszeg (Abramis brama), európai harcsa (Silurus glanis), balin (Aspius aspius), garda (Pelecus cultratus), valamint az északi kígyóhal (Channa argus), mely Kína, Oroszország, Észak-Korea és Dél-Korea területén őshonos) lett betelepítve a tóba, amely manapság az ipari halászat forrásaként működik. A tórendszer évente 760-2000 tonna halat biztosít (az 1994 és 2001 közötti statisztikai adatok szerint).

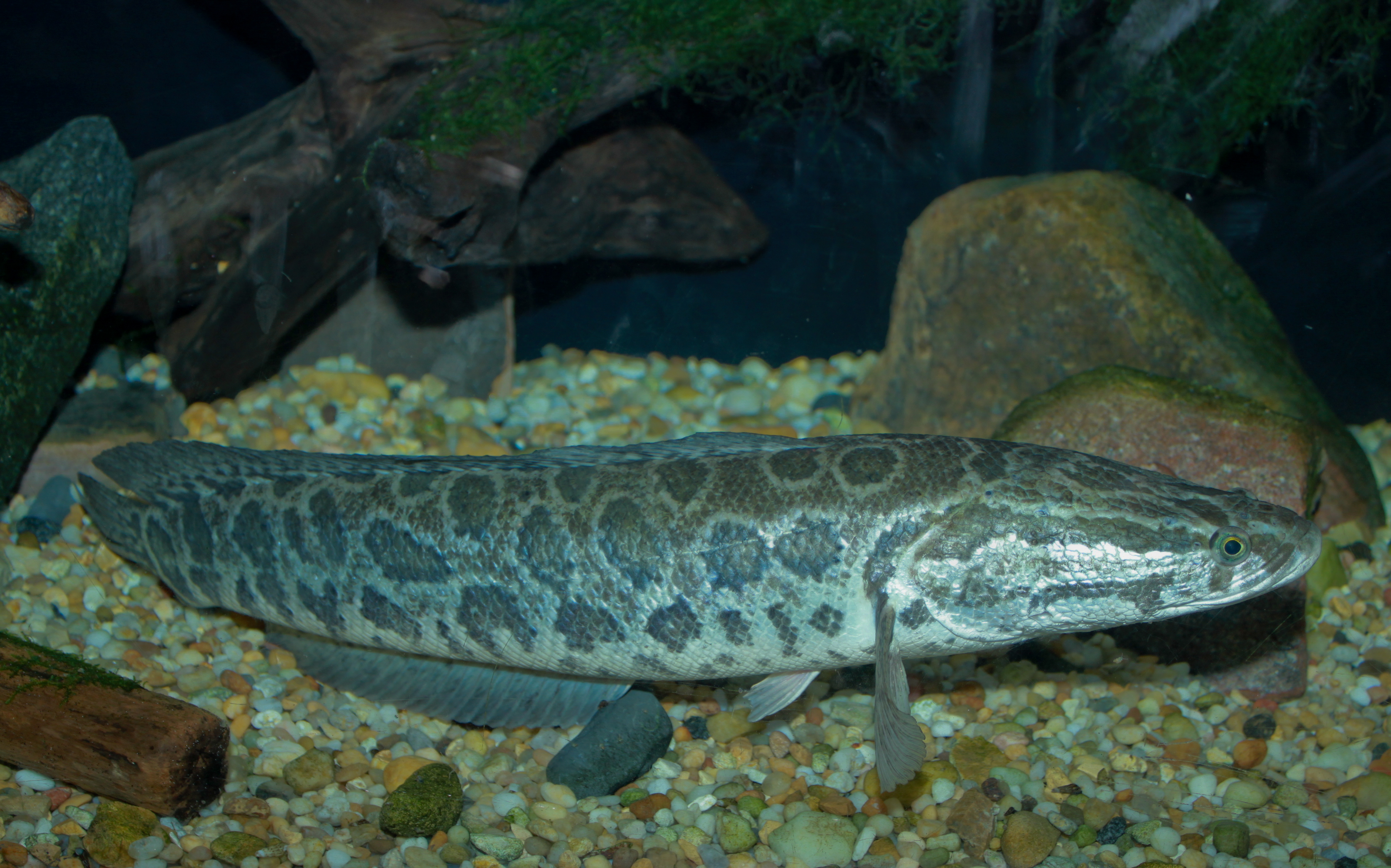
Északi kígyóhal

A Kizil-kumban gyakori állatvilág mellett az Aral-tóból számos vízi madár fajta vándorolt ide, amelyek otthont találtak a tó körül.
Az Ajdar-tó távol van a lakott helyektől. 2010-ben a tó közelében 345 család (kb. 1760 fő) lakott.
Az Ajdar-tó és a Kizil-kum sivatag szomszédságában fekvő régió nagy lehetőségeket rejt magában a horgászat, a túrázás és a tevegelés területén.

## Látnivalók a környéken
- Kizil-kum sivatag
- Sarmisaj ősi sziklafestményei